# Escuela Técnica Superior de Ingeniería Industrial y Aeronáutica de Tarrasa
La Escuela Técnica Superior de Ingenierías Industrial y Aeronáutica de Tarrasa (ETSEIAT) (en catalán Escola Tècnica Superior d'Enginyeries Industrial i Aeronàutica de Terrassa (ETSEIAT)) es una institución pública de enseñanza superior, que forma parte de la Universidad Politécnica de Cataluña
Esta escuela ahora forma parte de la Escuela Superior de Ingenierías Industrial, Aeroespacial y Audiovisual de Tarrasa (ESEIAAT). 

## Historia
Los estudios de Ingeniería Industrial en España datan del año 1850, pero no fue hasta 1861 en que se dejan de impartir exclusivamente en Madrid. En Cataluña, entre 1867 y 1898 se impartieron únicamente en Barcelona. 
En Tarrasa desde 1886 funcionaba la Escuela de Artes y Oficios, sostenida por el Ayuntamiento y la Diputación. Este centro fue el embrión de la Escuela Superior de Industrias de Tarrasa, nacida del impulso regeneracionista que suponía la reforma educativa de 1901. Esta Ley preveía la creación de Escuelas Superiores en Madrid, Alcoy, Béjar, Gijón, Cartagena, Las Palmas, Vigo y Villanueva y Geltrú, además de la egarense, y en tres años se proporcionaba la correspondiente acreditación para ejercer de perito en las diferentes especialidades.
En 1902 entró en funcionamiento la Escuela Superior de Industrias de Tarrasa, pero en el reglamento publicado el 8 de mayo de 1904 se decía que “teniendo en cuenta que Tarrasa es un Centro productor de gran importancia en manufacturas textiles, así que las circunstancias de los presupuestos del Estado lo consientan, se crearan en su Escuela Superior de Industrias, los estudios de Ingeniero de Industrias Textiles”, por lo cual los impulsores de la Escuela, juntamente con el claustro de profesores, pusieron todos los medios a su alcance para que aquel mismo año empezasen las clases de ingeniería.
Asimismo, los tres niveles de estudios –elemental, superior e ingeniería- estaban ubicados en las mismas instalaciones y formaban una única estructura académica dentro del centro, conocido como Escuela Industrial de Tarrasa, hasta que el año 1947 se creó el Patronato de la Escuela de Ingenieros de Industrias Textiles de Tarrasa, y el año siguiente se publicó un plan de estudios propios para esta especialidad, desvinculando la ingeniería del resto de niveles y con un cuerpo directivo independiente.
La culminación de este largo proceso de establecimiento de la Escuela de Ingeniería Industrial de Tarrasa tuvo lugar con la inauguración, en 1962, del edificio ubicado en el n.º 11 de la Calle Colom de Tarrasa, que ha sido, desde entonces, sede de la ETSEIT (Escuela Técnica Superior de Ingenieros Industriales de Tarrasa). Desde ese momento, el centro ha impartido estudios de Ingeniería Industrial de distintas especialidades (textil y papelera, electricidad, electrónica, mecánica, química, construcción) y ha ido incorporando segundos ciclos de otras titulaciones, como los de Ingeniería en Automática y Electrónica Industrial o los de Ingeniería en Organización Industrial, así como la opción al Diploma en Automóviles, que reciben los estudiantes de Ingeniería Industrial al finalizar los 3 primeros cursos, siempre y cuando cursen una serie de asignaturas relacionadas con el sector de la automoción.
En el año 2000, y en el marco del I Congreso de las Mujeres y la Ingeniería, organizado por la ETSEIT, el centro modifica su nombre, no sus siglas, pasando a denominarse Escuela Técnica Superior de Ingeniería Industrial. Alrededor de estas fechas, en la ETSEIAT se incorporan, a las actividades académicas habituales, las tutorías. Orientadas inicialmente hacia los estudiantes de nueva incorporación al centro, proporcionan la posibilidad de que los alumnos dispongan de un profesor de referencia, a lo largo de su vida académica.
En el curso 2001/2002, la ETSEIT deviene pionera en la impartición de estudios en formato semipresencial, con la implantación del 2º ciclo de Ingeniería en Organización Industrial, en modalidad semipresencial. Gracias al esfuerzo de toda la comunidad académica, se llevaron a cabo estos estudios, con un notable éxito de aceptación. El reconocimiento de dicho esfuerzo llegó en el año 2003, con el galardón otorgado por el Consell Social de la UPC, del 1r Premio en Calidad e Innovación Docente. Ese mismo año, la ETSEIT recibe el encargo de impartir estudios superiores de Ingeniería Aeronáutica, que se inician en el curso 2004/2005, cambiando su nombre por el de ETSEIAT (Escuela Técnica Superior de Ingenierías Industrial y Aeronáutica de Tarrasa), que es el que exhibe actualmente.
Desde el año 2007, la ETSEIAT es la primera escuela de Ingeniería Industrial de la península dirigida por una mujer, Eulàlia Gríful, quien había liderado, entre otros, el proyecto de la implantación de los estudios semipresenciales en la ETSEIAT.

## Principales magnitudes
- 19 unidades básicas con representación;
- 6090 estudiantes;
- 310 personal docente e investigador;
- 73 personal de administración y servicios;
- 27 aulas dedicadas a la docencia;
- 9 aulas de PC.